# Basidiobolus ranarum

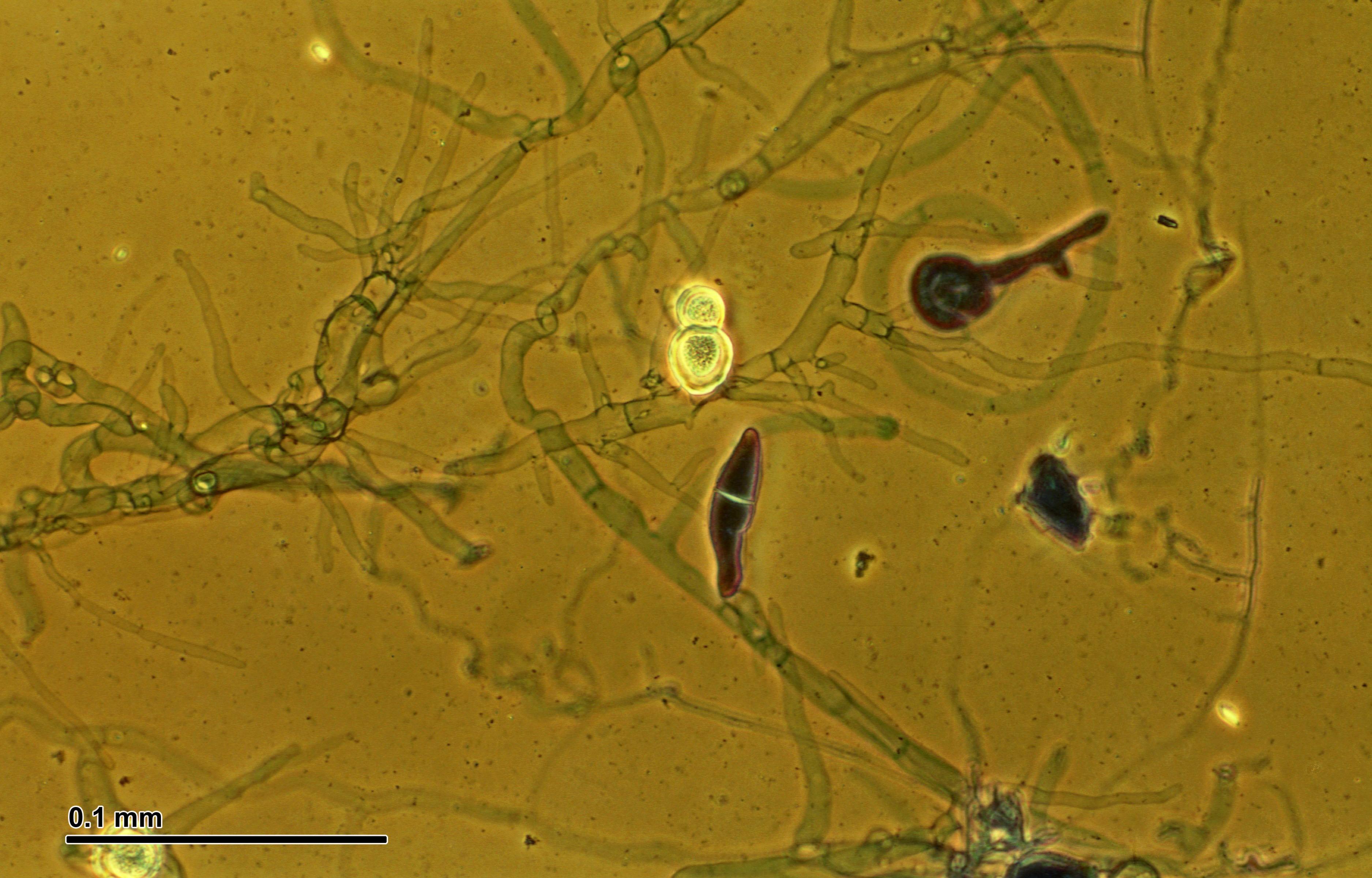

Basidiobolus ranarum Eidam – gatunek grzybów z typu sprzężniaków (Zygomycota). Grzyb mikroskopijny, saprotrof i pasożyt ludzi i zwierząt.

## Systematyka i nazewnictwo
Pozycja w klasyfikacji: Basidiobolus, Basidiobolaceae, Incertae sedis, Basidiobolales, Incertae sedis, Zygomycota, Fungi.
Po raz pierwszy opisał go w 1886 r. Michael Emil Eduard Eidam na odchodach żaby trawnej (Rana temporaria) i żaby Rana oxyrrhina w Niemczech. Synonimy:
- Basidiobolus haptosporus Drechsler 1947
- Basidiobolus haptosporus var. meristosporus (Drechsler) Sriniv. & Thirum. 1967
- Basidiobolus haptosporus var. minor Sriniv. & Thirum. 1967
- Basidiobolus heterosporus Sriniv. & Thirum. 1967
- Basidiobolus meristosporus Drechsler 1955[3].

## Występowanie i siedlisko
Basidiobolus ranarum występuje na wszystkich kontynentach poza Antarktydą. W Polsce jego występowanie po raz pierwszy podano w 1967 r. na ziemi, w dorosłych postaciach muchówek z rodziny Limaniidae i Tipulidae.
Gatunek ten występuje w rozkładającej się roślinności oraz na odchodach gadów i płazów i przypuszczalnie jest normalnym składnikiem flory jelitowej tych zwierząt. Normalnie jest saprotrofem, ale może też być pasożytem. W 1927 roku I. Levisohn wykrył go w jelitach ropuch i salamander. W 1971 roku Nickerson i Hutchison po raz pierwszy wyizolowali go ze zwierząt wodnych, co sugeruje, że B. ranarum może przetrwać w wielu różnych niszach ekologicznych.

## Znaczenie chorobotwórcze
Basidiobolus ranarum u gadów i płazów rzadko powoduje chorobę, ale gdy to nastąpi, może ona przybrać rozmiary epidemii. W 1956 roku Joe i in. w Indonezji opisali pierwsze cztery przypadki wywołanej przez niego choroby (zygomykozy) u ludzi. Od tego czasu zgłoszono setki przypadków tej infekcji. Najczęściej grzyb ten występuje jako czynnik wywołujący grzybicę podskórną (konidiobolomykoza), szczególnie u chłopców w wieku poniżej dziesięciu lat. Objawy chorobowe pojawiają się najczęściej na kończynach, pośladkach i kroczu. Infekcje żołądkowo-jelitowe są bardzo rzadkie u ludzi. Opisano też infekcję tym patogenem u konia oraz u psów.
Jak dotąd, choroby wywołane przez Basicdiobolus ranarum znane są tylko z regionów o klimacie tropikalnym i subtropikalnym, głównie w Afryce i Azji.